# Morašice (okres Pardubice)
Obec Morašice se nachází v okrese Pardubice, kraj Pardubický. Žije zde 94 obyvatel.

## Historie
První písemná zmínka o obci pochází z roku 1487.